# Cordillera de la Costa (Venezuela)
La cordillera de la Costa es una unidad orográfica ubicada al norte de Venezuela. Limita al norte con el mar Caribe (océano Atlántico), al sur con la Depresión Central Llanera, al este con Golfo de Paria y al oeste con la depresión de Yaracuy.
Ocupa una extensión de unos 53 000 km², y en su seno nacen importantes ríos que vierten sus aguas en el mar Caribe, en el lago de Valencia o en el río Tuy. Entre los más importantes están el Guaire (que pasa por Caracas), el Tuy, el Todasana y el Caucagua.
Esta cordillera junto con la serranía del Interior forman la cordillera Caribe.

## Constitución y relieve
La cordillera de la Costa está constituida por rocas ígneas y metamórficas; sin embargo, en la parte sur del sistema, en la cadena del interior, afloran también rocas sedimentarias formadas entre el Cretáceo y el Paleoceno. Las partes más antiguas de la cordillera de la Costa son los complejos ígneos metamórficos de El Tinaco y Sebastopol.
Este sistema montañoso se considera como la continuación estructural del arco insular caribeño y presenta como una de sus características notorias, el hecho de estar cortadas en varios lugares por abras o pasos que facilitan la comunicación entre los valles interiores y el mar, como es el caso de Las Trincheras y Tacagua y entre esos mismos valles con los llanos, a través de Tinaquillo y La Puerta. 
La depresión del río Unare divide la cordillera de la Costa en dos grandes tramos, el central y el oriental. 

### El tramo central
El tramo central de la Cordillera de la Costa se inicia con el macizo de Nirgua al oeste y se extiende paralela al mar y con el que entra en contacto directamente hasta la depresión de Unare en el este. Por su cercanía al Mar Caribe, la llanura costera y la plataforma continental son muy estrechas, lo que ha originado la formación de costas altas. Sus mayores elevaciones son el Pico Naiguatá, (2750 m.s.n.m) el Pico Oriental (2640 m.s.n.m) y el Pico Occidental (2480 m s. n. m.).

### El tramo oriental
La cordillera de la Costa en su tramo oriental o Serranía del Litoral, se extiende desde la depresión de Unare hasta el océano Atlántico en los estados Anzoátegui, Monagas y Sucre, tiene su mayor elevación en el cerro Tristeza (2610 metros), punto de triple frontera de los tres estados y el pico Turimiquire (2595 metros) en el estado Sucre. El tramo oriental de la cordillera de la Costa está representado por las penínsulas de Araya y de Paria, cuyas alturas rara vez sobrepasan los mil metros.

## Geografía

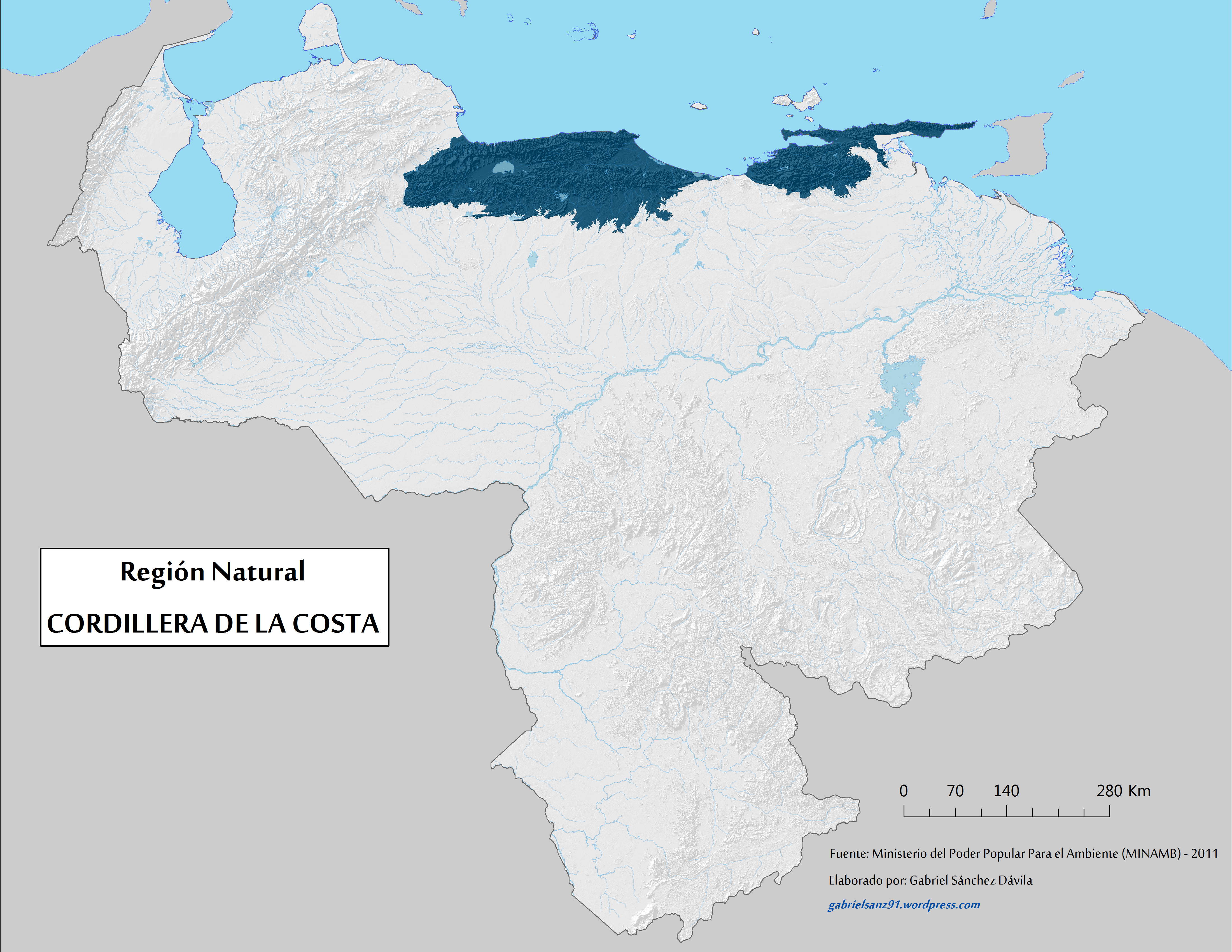
Cordillera de la costa (Vectorizada)

La cadena del interior constituye la faja montañosa meridional de la Cordillera de la Costa. Comienza a elevarse al sur de la depresión del Lago de Valencia y termina cerca de Caripito al oeste. El tramo central de la cadena del interior está formado por varios ejes montañosos, que configuran numerosas filas longitudinales, de orientaciones diversas. Se trata de un relieve muy disectado como consecuencia de la erosión. La cumbre máxima es el Cerro Platillón (1930 metros) en el estado Guárico.
Al sur de estas formas montañosas principales, encontramos unas formaciones calizas que originan montañas aisladas, conocidas regionalmente como morros y entre los cuales destacan los de San Juan (estado Guárico), San Sebastián (estado Aragua) y Macaira (estado Guárico). Estos morros están formados por rocas calizas, que se depositaron bajo las aguas que cubrían esta zona en el Cretáceo y el Eoceno. Las fuerzas tectónicas plegaron el área; el calor y la presión metamorfizaron las calizas y las hicieron más resistentes que las rocas más próximas, las cuales fueron destruidas por la erosión.
Más hacia el sur, adosado a esta formación de morros, encontramos un paisaje caracterizado por pequeñas elevaciones que escasamente sobrepasan los 300 metros, constituidas por areniscas cubiertas por conglomerados, son las galeras, entre ellas se distinguen las galeras de El Pao, las de Ortiz y las galeras de Guarumen en Camatugua. 
En el Macizo hay líneas de fallas que permiten el curso de los ríos Manzanares y Aragua hacia el norte y del Guarapiche hacia el sur. Estos al mismo tiempo lo dividen en dos bloques: el Macizo de Bergantín al oeste y el Macizo de Caripe al este.
En la orografía predominan las rocas calizas que han permitido que la acción erosiva de las aguas produzcan fenómenos cársticos, como el de la Cueva del Guácharo (estado Monagas). Las elevaciones más importantes son: Turimiquire, la máxima de todo el macizo (2595 metros), Peonia (2048 metros), Bergantín (1568 metros), y Tres Picos (1700 metros), ubicadas en el macizo de Bergantín y San Bonifacio (1500 metros), que pertenecen al macizo de Caripe. 
Al oeste y al sur del macizo Oriental aparece una franja de estratos posteriores al Cretáceo y que forman relieves de escasa elevación, compuestos por esquistos arcillosos, areniscas y delgadas capas de, con yacimientos ocasionales de carbón, como ocurre en Naricual, con estos relieves termina la cadena del interior y se inicia la depresión Central Llanera.

## El valle de Caracas y la depresión de Barlovento
En el tramo central de la cordillera de la Costa hay una depresión tectónica extendida desde Antímano al oeste hasta Petare al este.
Tiene una longitud de 25 kilómetros y un ancho máximo de 4 kilómetros. Es el llamado Valle de Caracas, el cual es seguido por el curso del río Guaire. La depresión tuvo su origen en una serie de fallas que se aprecian fácilmente al pie del Ávila, y que son los responsables del hundimiento. Este valle sirve de asiento a la ciudad de Caracas, capital de la República. 
Esta depresión tectónica fue cubierta de sedimentos aportados por el río Guaire y por una serie de quebradas como Cotiza, Tócome, etc, que tras excavar el área montañosa, depositaron los detritos a sus pies en forma de abanicos aluviales, muchos de los cuales avanzaron hacia el sur empujando el curso del río Guaire en el mismo sentido, por lo que este río no fluye en el centro de la depresión. El curso del Guaire, al llegar a Petare, se dirige hacia el sur hasta desembocar en el río Tuy. El río Tuy, cuyo curso total es de 293 kilómetros, nace cerca del Pico Codazzi, en la vertiente meridional de la cadena litoral de la Cordillera de la Costa y al llegar a la población de El Consejo toma curso hacia el este, siendo entonces cuando recibe al Guaire como afluente.
El valle del río Tuy, cubierto por aluviones, constituye una zona de ricos suelos, condición que unida a las abundantes lluvias han hecho de Barlovento un área de gran importancia agrícola, donde se logran las mayores producciones de cacao del país.

## La depresión del lago de Valencia
Esta depresión tiene también un origen tectónico, es decir, se debe al hundimiento de bloques de la corteza terrestre. El fondo de la depresión fue cubierto luego, por sedimentos, los cuales permitieron formar suelos muy ricos.
La depresión tiene una extensión aproximada de 3145 kilómetros cuadrados y al centro de la misma se localiza el Lago de Valencia, con una extensión de 374 kilómetros cuadrados. Esta extensión se ha ido incrementando paulatinamente como consecuencia del transvase de agua potable del río Pao (Embalses del Pao-Cachinche y Pao - La Balsa). La depresión se comporta como una cuenca endorreica, hacia la cual afluyen las aguas de los ríos Cabriales, Tapatapa, Turmero, Tocorón, Güigue, Mariara y Aragua.
Sin embargo, la depresión no es completamente cerrada, pues se comunica con las áreas circunvecinas de la siguiente forma: el abra de Las Trincheras que le permite comunicarse hacia Puerto Cabello, San Felipe, Barquisimeto y Coro; el abra de Tinaquillo que la comunica con los Llanos Occidentales y el abra de la Villa de Cura que se abre hacia los llanos Centrales.

## Paisaje costero
La cordillera de la Costa al ponerse en contacto directo con el mar Caribe y el océano Atlántico, da lugar a un paisaje costero, en cuya extensión es posible distinguir tres grandes sectores: 

### Sector occidental
Se extiende desde Puerto Cabello hasta el Cabo Codera. Sus costas son altas, la plataforma continental es estrecha, tiene un trazo casi rectilíneo y carece de accidentes geográficos notables. En este sector se localiza el principal puerto del país, La Guaira.

### Sector Central
Se extiende desde Cabo Codera hasta el Morro de Barcelona. Sus costas son bajas, la plataforma continental tiene amplio desarrollo. Las costas se origina por rellenamiento y por lo tanto, ello provoca la existencia de abundantes y buenas playas. Igualmente existen cordones litorales que separan las lagunas costeras; entre las lagunas más conocidas se encuentran las de Tacarigua, Píritu y Uchire. Desde el punto de vista urbano, merece destacarse la conurbación Barcelona-Puerto La Cruz, donde se presenta una situación de dinamismo económico, e Higuerote (estado Miranda). 

### Sector Oriental
Se extiende desde el Morro de Barcelona hasta la Península de Paria. Son costas altas y con buen desarrollo de la llanura litoral. Abundan los accidentes costeros como puntas y ensenadas, tal y como puede apreciarse en el sector de Mochima, donde el paisaje se presenta con gran belleza. Abundan las islas cercanas a la costa y de poca extensión: Borrachas, Chimanas, Caracas, Arapo. Los centros urbanos más importantes son: Cumaná, Carúpano y Guiria (estado Sucre).

## Las islas del Caribe
Estas islas forman dos grupos:

### Islas continentales
Son aquellas que se localizan sobre la plataforma continental de Venezuela, entre ellas se encuentran Margarita, Coche, Cubagua y Los Testigos. La constitución geológica de estas islas es similar a la de la Cordillera de la Costa, con la cual guardan una estrecha relación. Margarita es la más importante de este grupo de islas, tiene una extensión de 930 kilómetros cuadrados y una intensa actividad mercantil, producto del régimen preferencial que disfruta como sede de puerto libre, oficialmente decretado. La isla se forma por la presencia de dos núcleos rocosos, unidos por un cordón litoral o restinga que origina una Laguna costera interior, que recibe el nombre de Laguna de la Restinga. El núcleo rocoso oriental forma el Pico Copey y el occidental toma el nombre de Macanao.

### Islas de mar afuera
Son islas ubicadas fuera de la plataforma continental y deben su origen a la existencia de arrecifes coralinos, entre ellos tenemos Las Aves, Los Roques, La Orchila, La Blanquilla y Los Hermanos. Además de estos dos grupos de islas merecen nombrarse, por su importancia geoestratégica, la Isla de Aves (15° 40' 22" de latitud norte) y el archipiélago de Los Monjes ubicado a la salida del golfo de Venezuela. 
Todas estas islas a excepción de las que integran el estado Nueva Esparta, forman parte de las llamadas Dependencias Federales.

## Vegetación, clima e hidrografía
En la cordillera de la Costa e islas del Caribe el paisaje vegetal es variado. En las partes interiores de la Cordillera (valles y depresiones), encontramos una vegetación caracterizada por la presencia de bosques caducos montañosos y el matorral tropófilo, el cual sustituye los antiguos bosques caducos destruidos por el hombre. En la vertiente norte de la Cordillera de la Costa, a una altura comprendida entre los 400 y 700 metros, se localiza una vegetación de selva tropical de montaña. A la altura de condensación en las montañas, se nos presenta la selva nublada; sin embargo, es necesario tomar en cuenta que la altura en que se produce la condensación es variable. Ejemplo, en la vertiente sur del Ávila la selva nublada se presenta a partir de los 1600 metros de altura, en cambio en la vertiente norte lo hace a partir de los 700 metros aproximadamente. Estos paisajes vegetales son propios de los climas tropicales de altitud. el sapo andino
En el litoral Caribe y en la mayoría de las islas se presenta el bosque xerófilo de espinar, particularmente en aquellos sectores donde la precipitación fluctúa entre los 200 y los 400 mm anuales. Este tipo de vegetación está ajustado al tipo de clima prevaleciente, caracterizado por elevadas temperaturas, escasa pluviosidad y altos valores de evaporación, lo cual engendra una situación de semiaridez. 
Desde el punto de vista del drenaje, se presenta una situación compleja en la cual se destacan los siguientes hechos:
El Lago de Valencia forma una cuenca endorreica, que recibe el agua de ríos pequeños que recogen las aguas de la depresión del mismo nombre y de los valles de Aragua. 
Existen otras fuentes fluviales que son afluentes de distintas vertientes y cuencas. Ríos como el Pao, Chirgua, Tiznados, Guárico, drenan hacia el Orinoco; otras corrientes como el Tuy y el Manzanares drenan hacia el mar Caribe, y finalmente encontramos ríos como el Guarapiche y el San Juan, que son tributarios del Golfo de Paria.

## Riqueza mineral
En esta cordillera la riqueza minera es muy grande, existiendo yacimientos de calcio, cuarzo, silicio, lapislázuli, ónix y amatistas.
Sin embargo estos recursos minerales no son extraídos debido a la diversidad vegetal y animal que existe en la cordillera de la costa además de la existencia de parques nacionales y monumentos naturales.

## Importancia Económica de su Geografía
Su origen geológico la dotó de abundantes rocas calizas, que han permitido el emplazamiento de importantes plantas procesadoras de cemento, tal cual como ocurre en Pertigalete (Estado Anzoátegui), San Sebastián de los Reyes (Estado Aragua) y La Vega (Distrito Capital). En la Península de Araya se encuentra la mayor reserva y producción de sal marina del país. 
La abundancia de rocas calizas en la Cordillera de la Costa, ha permitido que el trabajo de la erosión origine fenómenos cársticos de singular atractivo turístico, como es el caso de los Morros en San Juan (Estado Guárico) y la Cueva del Guácharo (Parque nacional El Guácharo, Estado Monagas).
La faja costera, particularmente la del tramo oriental, dispone de numerosas playas destinadas a fines turísticos y recreacionales, igual cosa sucede en muchas de nuestras islas.
La depresión del Lago de Valencia, los Valles de Aragua, la depresión de Barlovento y los valles longitudinales, han servido de asiento a gran número de empresas de múltiples propósitos: agrícolas, industriales, de servicios.
Las actividades pesqueras tienen significación en el área costera y nuestras islas caribeñas, por cuanto permiten dar ocupación a un número considerable de personas, quienes participan directamente en la pesca o en las fábricas de conserva de pescado.
En la faja costera, cerca de Barcelona, se instaló el Complejo Criogénico de Oriente, destinado al fraccionamiento de los líquidos del gas natural producidos en las plantas de Santa Bárbara,  San Joaquín y Santa Rosa (Estado Anzoátegui).

## Principales Centros Urbanos en la Región
En esta región natural se concentran grandes ciudades de importancia significativa en el país, incluidas en ella 3 de las 5 ciudades más importantes del país;

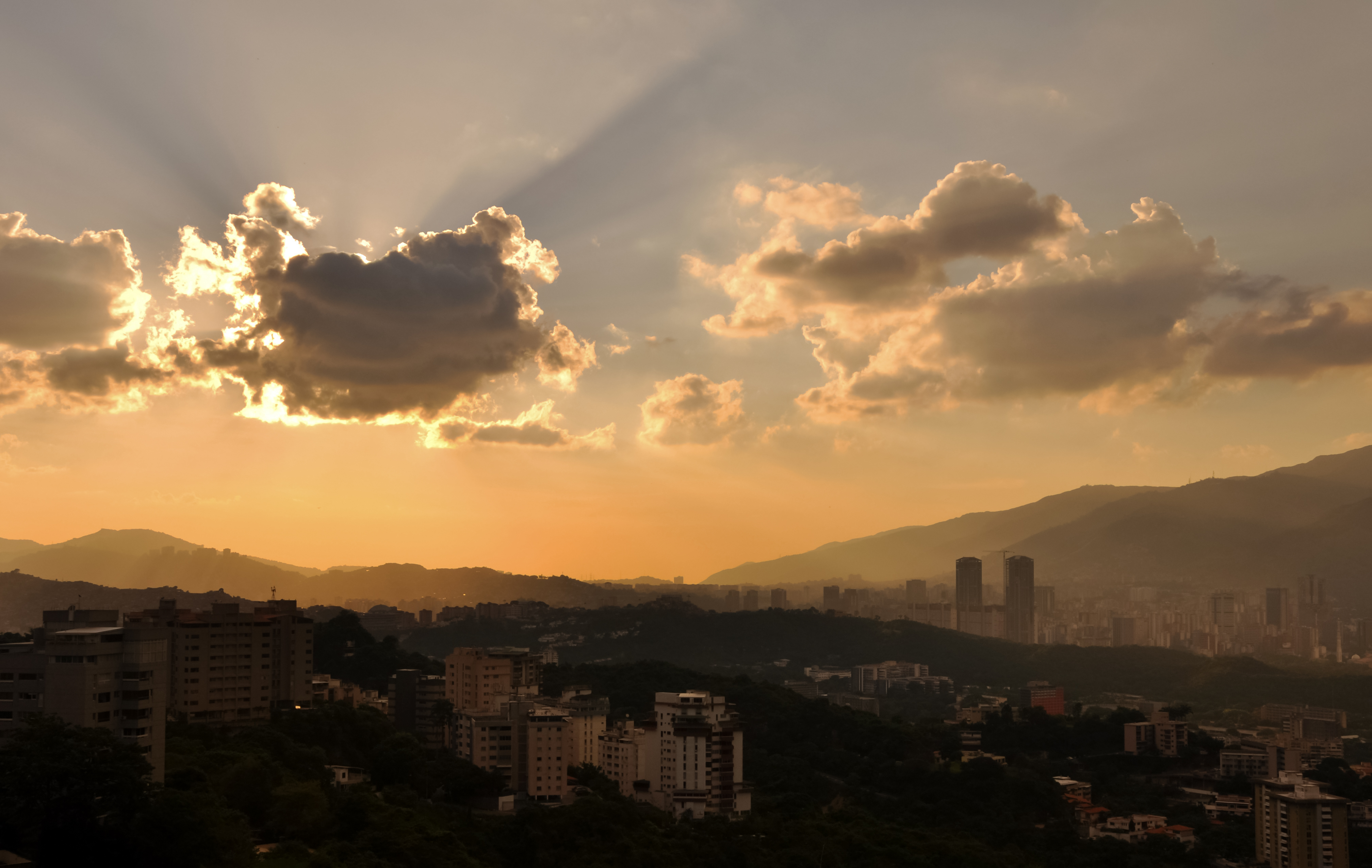
Caracas, Distrito Capital: Principal centro neurálgico, administrativo y político de la república.
- Valencia, estado Carabobo: Principal centro industrial de toda la nación.
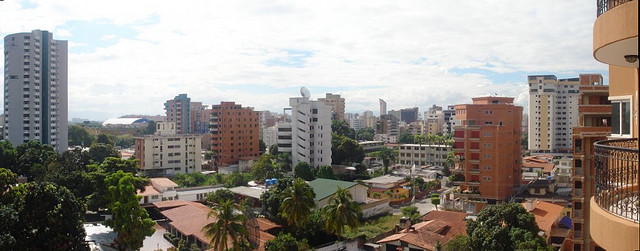
Maracay, estado Aragua: Principal núcleo urbano de los valles de aragua y 2° centro industrial más importante a nivel nacional.
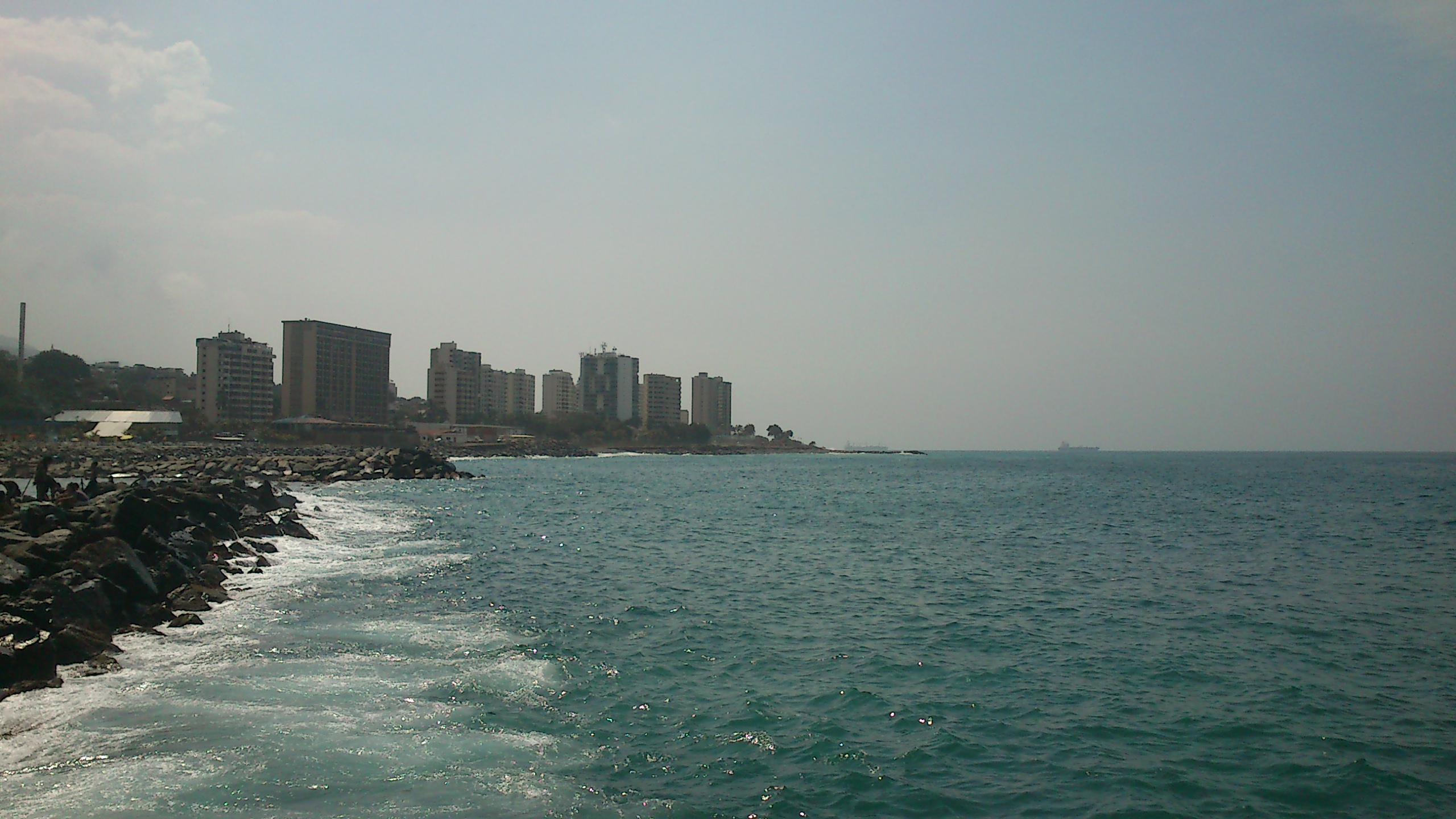
La Guaira, estado La Guaira: Principal puerto marítimo y aéreo del país, en ella se encuentran el Aeropuerto Internacional de Simón Bolívar y el Puerto de La Guaira.
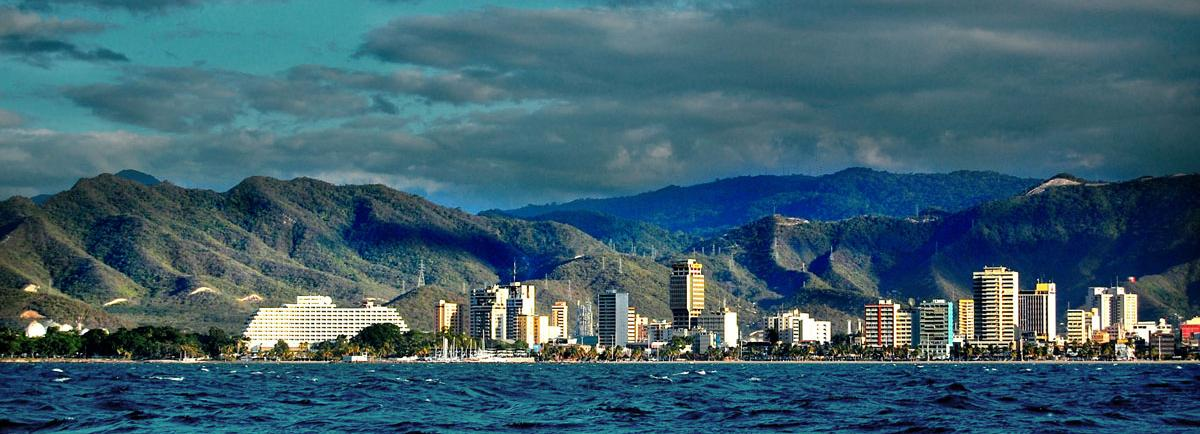
Puerto La Cruz, estado Anzoátegui: Principal atractivo turístico del estado y de gran importancia a nivel nacional.
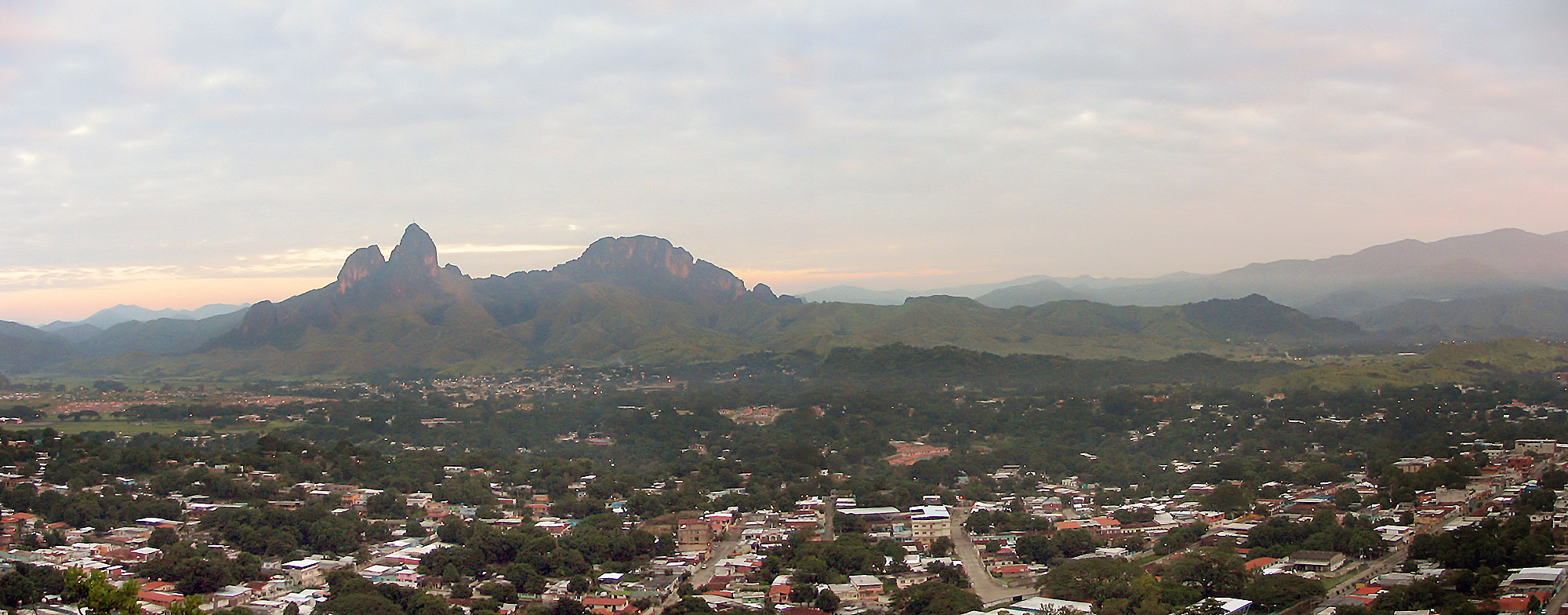
San Juan de los Morros, estado Guárico: Importante atractivo turístico de los llanos venezolanos.  - Caracas, Distrito Capital
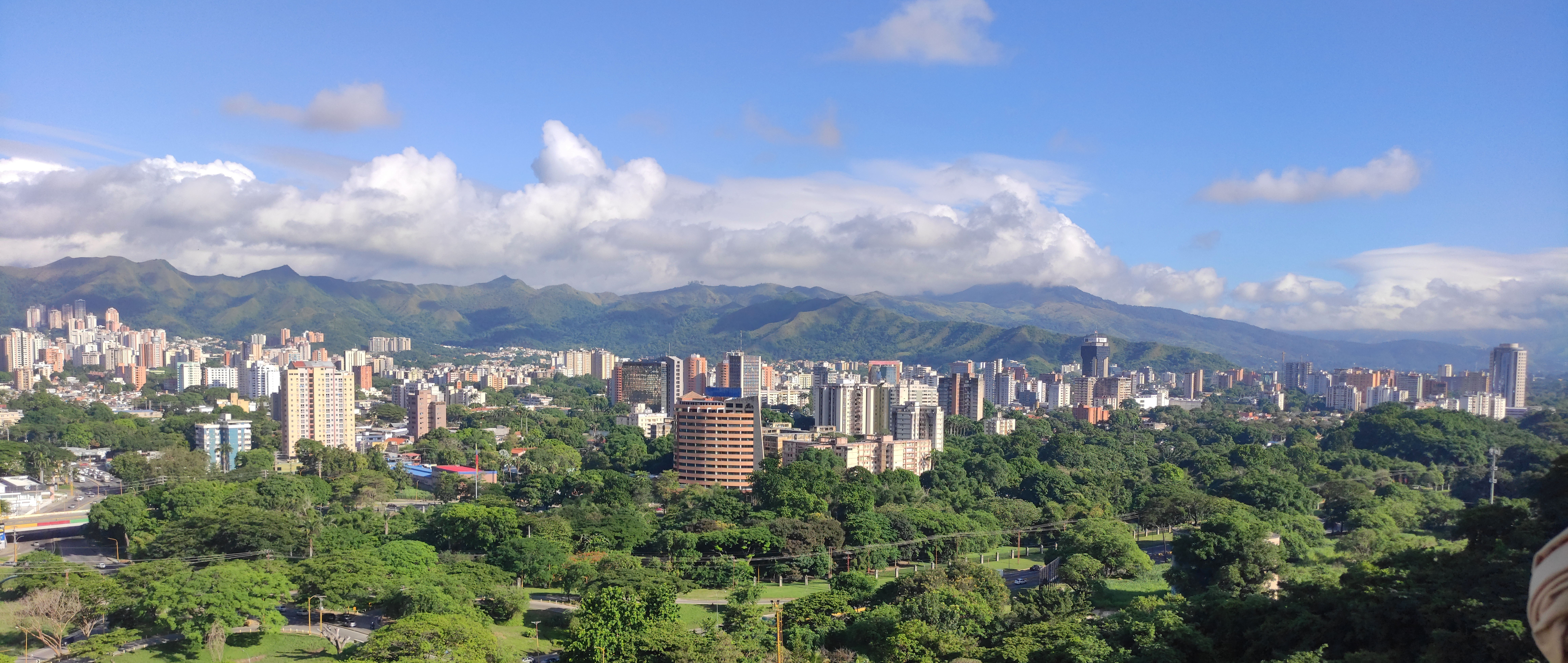
Valencia, estado Carabobo
  - Maracay, estado Aragua
  - La Guaira, estado Vargas
  - Puerto la Cruz, estado Anzoátegui
  - San Juan de los Morros, estado Guárico
  - Valencia, estado Carabobo

Además, cuenta con ciudades de gran importancia económica pero de menor magnitud poblacional como lo son;
- Puerto Cabello, Estado Carabobo.
- La Victoria, estado Aragua.
- Los Teques, estado Miranda.
- San Antonio de Los Altos, estado Miranda.
- San Carlos, estado Cojedes.
- Tinaquillo, estado Cojedes.